# Flo Rida
Tramar Dillard, beter bekend onder zijn artiestennaam Flo Rida (Carol City (Florida), 17 september 1979) is een Amerikaanse rapper en zanger.

## Levensloop
Flo Rida rapt al sinds zijn achtste. Hij werd opgevoed samen met zeven zussen in een van de gevaarlijkste buurten van Miami, Carol City. Ondanks dat zijn moeder hem een stabiele thuissituatie bood vond hij het toch moeilijk om zich te onttrekken aan de situatie "op de straat". Zijn artiestennaam is afgeleid van de naam van de staat waarin hij is geboren (Florida). Hij is onder meer bekend geworden dankzij zijn nummer 1-hit Low, afkomstig van de soundtrack van de film Step Up 2: The Streets. In vele landen waaronder de Verenigde Staten kwam dit nummer op de eerste plaats terecht. In Nederland verscheen het nummer echter niet in de hitlijsten.
Flo Rida bracht in 2008 zijn debuutalbum Mail on Sunday uit. Op dit album werkt hij samen met onder andere Sean Kingston, Lil Wayne en Timbaland. Ook Elevator, de tweede single van Mail on Sunday, werd geen succes in Nederland.
In 2009 volgde het tweede album genaamd R.O.O.T.S. Hiervan werd als eerste single het nummer Right round uitgebracht. Dit nummer behaalde de eerste plaats in onder meer de Verenigde Staten en het Verenigd Koninkrijk en strandde in Nederland op nummer drie. R.O.O.T.S. is een acroniem voor "Route Of Overcoming The Struggle", wat verwijst naar zijn reis naar het Afrikaanse Burundi in 2008.
In 2021 bracht Flo Rida samen met de Italiaanse zangeres Senhit het nummer Adrenalina uit, waarmee zij San Marino vertegenwoordigden op het Eurovisiesongfestival 2021 in Rotterdam. Ze haalden de finale, waar ze 22ste werden op 26 deelnemers.

## Hits
Flo Rida heeft veel hits gescoord. De hits van zijn eerste album, Mail on Sunday, werden geen succes in België, terwijl zijn single Low in veel landen op nummer 1 heeft gestaan. Zijn tweede album R.O.O.T.S. bevatte veel hits zoals Right round (met Kesha), deze stond op de eerste plaats in o.a. de Verenigde Staten en Canada. Het bereikte de top 3 in Nederland en scoorde ook hoog in veel andere landen. De tweede single van dit album, Sugar, was een minder succes dan Right round, het bereikte plek 14 in de Nederlandse Top 40.
In 2010 gaf hij zijn derde album uit: Only one Flo. Dit bevat de grote hit Club can't handle me (met David Guetta). Dit werd tot nu toe zijn grootste hit in Nederland door op nummer 2 te staan.
De tweede single van dit album, Turn Around (5, 4, 3, 2, 1), reikte niet verder dan de tipparade.
In 2010 had Flo Rida een hit met Higher in samenwerking met The Saturdays, een Britse meidengroep. In 2011 had hij opnieuw enkele hits, namelijk met Where them girls at (een samenwerking met David Guetta en Nicki Minaj), Good feeling en met Hangover. Deze laatste was een samenwerking met Taio Cruz.
In 2012 scoorde Flo Rida een wereldwijde hit met het nummer Whistle.

## Discografie

### Albums
| Album met eventuele hitnotering(en) in de Nederlandse Album Top 100 | Datum van verschijnen | Datum van binnenkomst | Hoogste positie | Aantal weken | Opmerkingen |
| ------------------------------------------------------------------- | --------------------- | --------------------- | --------------- | ------------ | ----------- |
| R.O.O.T.S. (Route of Overcoming the Struggle)                       | 03-04-2009            | 18-04-2009            | 69              | 2            |             |
| Wild Ones                                                           | 2012                  | 30-06-2012            | 57              | 4            |             |

| Album met hitnotering(en) in de Vlaamse Ultratop 200 albums | Datum van verschijnen | Datum van binnenkomst | Hoogste positie | Aantal weken | Opmerkingen |
| ----------------------------------------------------------- | --------------------- | --------------------- | --------------- | ------------ | ----------- |
| Mail on Sunday                                              | 2008                  | 03-05-2008            | 39              | 10           |             |
| R.O.O.T.S. (Route of Overcoming the Struggle)               | 2009                  | 18-04-2009            | 19              | 13           |             |
| Wild Ones                                                   | 2012                  | 30-06-2012            | 47              | 99*          |             |

### Singles
| Single met eventuele hitnotering(en) in de Nederlandse Top 40 | Datum van verschijnen | Datum van binnenkomst | Hoogste positie | Aantal weken | Opmerkingen                                                                  |
| ------------------------------------------------------------- | --------------------- | --------------------- | --------------- | ------------ | ---------------------------------------------------------------------------- |
| Low                                                           | 2007                  | -                     |                 |              | met T-Pain / Nr. 55 in de Single Top 100                                     |
| Right Round                                                   | 20-03-2009            | 21-03-2009            | 3               | 18           | met Ke$ha / Nr. 4 in de Single Top 100 / Alarmschijf                         |
| Sugar                                                         | 12-06-2009            | 27-06-2009            | 13              | 9            | met Wynter / Nr. 39 in de Single Top 100 / Alarmschijf                       |
| Bad Boys                                                      | 2010                  | 23-01-2010            | 8               | 14           | met Alexandra Burke / Nr. 24 in de Single Top 100                            |
| Feel It                                                       | 2010                  | 30-01-2010            | tip10           | -            | met Three 6 Mafia, Tiësto & Sean Kingston / Nr. 62 in de Single Top 100      |
| Club Can't Handle Me                                          | 2010                  | 17-07-2010            | 2               | 20           | met David Guetta / Nr. 10 in de Single Top 100 / Alarmschijf                 |
| Turn Around (5, 4, 3, 2, 1)                                   | 15-11-2010            | 27-11-2010            | tip12           | -            |                                                                              |
| Where Them Girls At                                           | 02-05-2011            | 14-05-2011            | 28              | 5            | met David Guetta & Nicki Minaj / Nr. 18 in de Single Top 100                 |
| Club Rocker                                                   | 27-06-2011            | 16-07-2011            | tip1            | -            | met Inna / Nr. 79 in de Single Top 100                                       |
| Good Feeling                                                  | 10-10-2011            | -                     |                 |              | Nr. 69 in de Single Top 100                                                  |
| Hangover                                                      | 17-10-2011            | 26-11-2011            | 5               | 22           | met Taio Cruz / Nr. 12 in de Single Top 100                                  |
| Wild Ones                                                     | 19-12-2011            | 14-01-2012            | 7               | 21           | met Sia / Nr. 15 in de Single Top 100                                        |
| Whistle                                                       | 24-04-2012            | 26-05-2012            | 3               | 18           | Nr. 5 in de Single Top 100 / Alarmschijf                                     |
| Goin' In                                                      | 18-06-2012            | 18-08-2012            | tip11           | -            | met Jennifer Lopez                                                           |
| I Cry                                                         | 10-09-2012            | 13-10-2012            | 34              | 4            | Nr. 40 in de Single Top 100                                                  |
| Troublemaker                                                  | 2012                  | 10-11-2012            | tip2            | -            | met Olly Murs / Nr. 66 in de Single Top 100                                  |
| Let It Roll                                                   | 2012                  | 12-01-2013            | 33              | 3            | Nr. 66 in de Single top 100                                                  |
| Sweet Spot                                                    | 2013                  | 13-04-2013            | tip8            | -            | met Jennifer Lopez                                                           |
| Can't Believe It                                              | 2013                  | 24-08-2013            | tip9            | -            | met Pitbull                                                                  |
| G.D.F.R.                                                      | 2014                  | 31-01-2015            | 26              | 6            | met Sage the Gemini & Lookas / Nr. 17 in de Single Top 100                   |
| I Don't Like It, I Love It                                    | 2015                  | 02-05-2015            | 18              | 17           | met Robin Thicke & Verdine White / Nr. 19 in de Single Top 100 / Alarmschijf |
| My House                                                      | 2016                  | 20-02-2016            | tip2            | -            | Nr. 33 in de Single Top 100                                                  |
| Cake                                                          | 2017                  | 25-02-2017            | tip11           | -            | met 99 Percent / Nr. 95 in de Single Top 100                                 |

| Single met hitnotering(en) in de Vlaamse Ultratop 50 | Datum van verschijnen | Datum van binnenkomst | Hoogste positie | Aantal weken | Opmerkingen                                       |
| ---------------------------------------------------- | --------------------- | --------------------- | --------------- | ------------ | ------------------------------------------------- |
| Low                                                  | 2008                  | 22-03-2008            | 7               | 24           | met T-Pain                                        |
| Elevator                                             | 2008                  | 06-09-2008            | 47              | 2            | met Timbaland                                     |
| Right Round                                          | 2009                  | 21-03-2009            | 2               | 17           | met Ke$ha                                         |
| Sugar                                                | 2009                  | 04-07-2009            | 40              | 4            | met Wynter                                        |
| Jump                                                 | 2009                  | 29-08-2009            | tip8            | -            | met Nelly Furtado                                 |
| Bad Boys                                             | 2010                  | 23-01-2010            | 12              | 14           | met Alexandra Burke / Nr. 14 in de Radio 2 Top 30 |
| Club Can't Handle Me                                 | 2010                  | 31-07-2010            | 5               | 17           | met David Guetta                                  |
| Turn Around (5, 4, 3, 2, 1)                          | 2010                  | 27-11-2010            | tip7            | -            |                                                   |
| Iyiyi                                                | 14-02-2011            | 12-03-2011            | tip33           | -            | met Cody Simpson                                  |
| Who Dat Girl                                         | 14-02-2011            | 19-03-2011            | tip17           | -            | met Akon                                          |
| Where Them Girls At                                  | 2011                  | 14-05-2011            | 4               | 20           | met David Guetta & Nicki Minaj                    |
| Club Rocker                                          | 2011                  | 06-08-2011            | tip36           | -            | met Inna                                          |
| Hangover                                             | 2011                  | 05-11-2011            | 12              | 18           | met Taio Cruz                                     |
| Good Feeling                                         | 2011                  | 05-11-2011            | 10              | 16           |                                                   |
| Wild Ones                                            | 2011                  | 03-03-2012            | 8               | 15           | met Sia                                           |
| Whistle                                              | 2012                  | 02-06-2012            | 2               | 18           |                                                   |
| Goin' In                                             | 2012                  | 11-08-2012            | tip3            | -            | met Jennifer Lopez                                |
| I Cry                                                | 2012                  | 22-09-2012            | 8               | 16           |                                                   |
| Let It Roll                                          | 2013                  | 12-01-2013            | tip10           | -            |                                                   |
| Troublemaker                                         | 2012                  | 19-01-2013            | 25              | 12           | met Olly Murs / Nr. 18 in de Radio 2 Top 30       |
| Say You're Just a Friend                             | 2013                  | 09-03-2013            | tip2            | -            | met Austin Mahone                                 |
| Sweet Spot                                           | 2013                  | 27-04-2013            | tip6            | -            | met Jennifer Lopez                                |
| Can't Believe It                                     | 2013                  | 10-08-2013            | tip20           | -            | met Pitbull                                       |
| How I Feel                                           | 2013                  | 23-11-2013            | tip48           | -            |                                                   |
| How I Feel (Wolfpack remix)                          | 2014                  | 17-05-2014            | tip44           | -            | met Wolfpack                                      |
| G.D.F.R.                                             | 2014                  | 07-03-2015            | 19              | 15           | met Sage the Gemini & Lookas                      |
| I Don't Like It, I Love It                           | 2015                  | 13-06-2015            | 22              | 9            | met Robin Thicke & Verdine White                  |
| Till the Morning                                     | 2015                  | 08-08-2015            | 18              | 7            | met Ian Thomas & Lilana                           |
| My House                                             | 2016                  | 27-02-2016            | 37              | 10           |                                                   |
| Hello Friday                                         | 2016                  | 19-03-2016            | tip             | -            | met Jason Derulo                                  |
| Greenlight                                           | 2016                  | 27-08-2016            | tip             | -            | met Pitbull & LunchMoney Lewis                    |
| Cake                                                 | 2017                  | 14-01-2017            | tip37           | -            | met 99 Percent                                    |
| Always Need You                                      | 2017                  | 22-07-2017            | tip             | -            | met State of Mind                                 |
| Hola                                                 | 2017                  | 02-12-2017            | tip             | -            | met Maluma                                        |